# 哈尼亞鄉

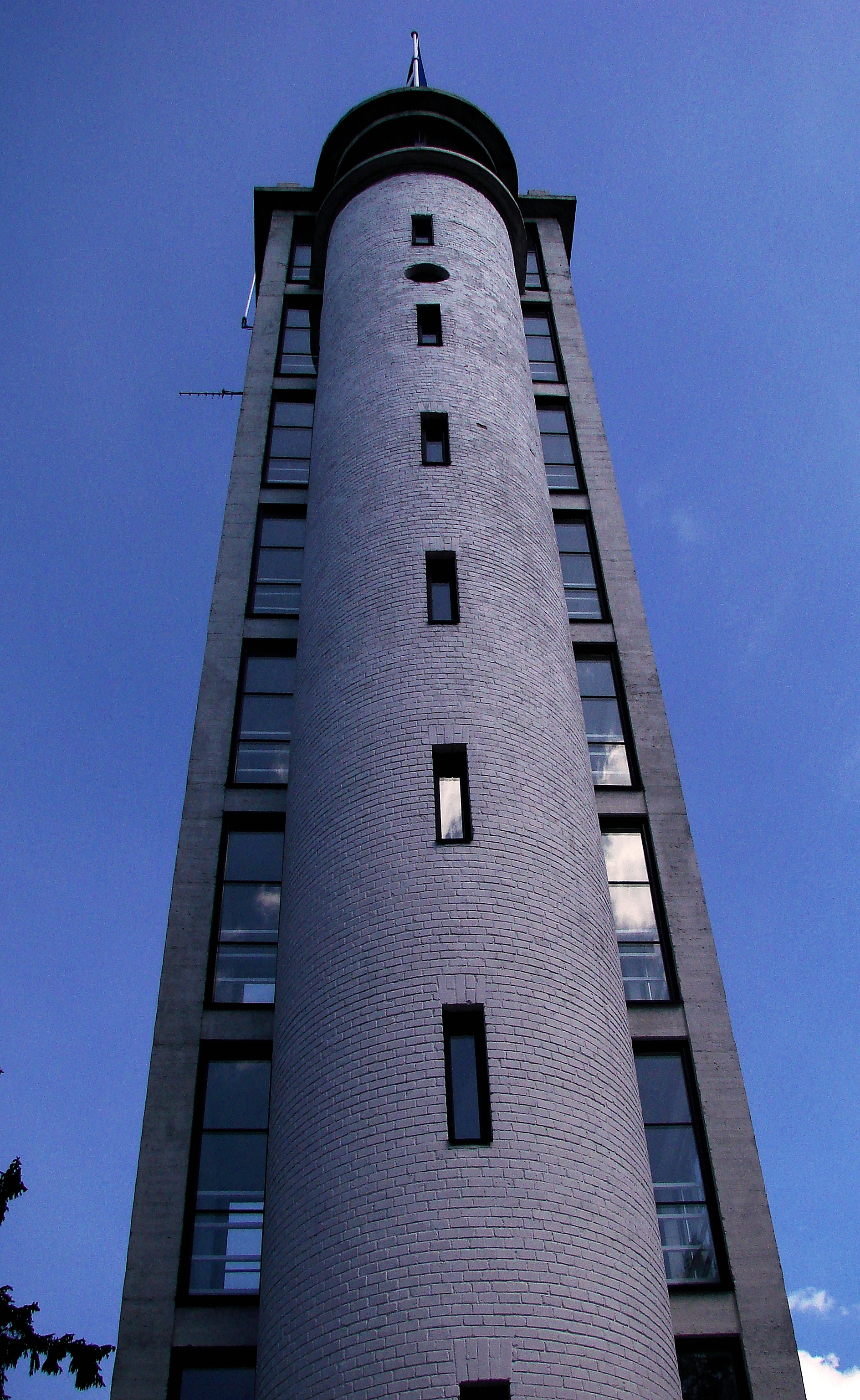
爱沙尼亚海拔最高点苏尔穆纳山上的瞭望塔

哈尼亞鄉，曾是愛沙尼亞沃魯縣的一個鄉村型市镇，位於該國東南部，行政中心設於哈尼亞，面積170平方公里，2006年人口1,201，人口密度每平方公里7人。
2017年爱沙尼亚行政改革后，哈尼亚市镇与其他市镇一起合并为新的勒乌格市镇。
57°43′10″N 27°3′9″E / 57.71944°N 27.05250°E